# 修学旅行殺人事件
『修学旅行殺人事件』（しゅうがくりょこうさつじんじけん）は、高階良子による日本の漫画作品。
1980年5月号の『なかよしデラックス』（講談社）に「サスペンス･ロマン 90ページー挙掲載」と銘打たれて掲載された。KCデラックスから出版されたときには、Sixがデザインを務めた。

## 書誌情報
- 『修学旅行殺人事件』（初版発行日: 1981年1月14日、ISBN 4-06-108372-4）[3]
  - 学園祭殺人事件（『なかよしデラックス』1980年8月号～9月号）